# Fauna Česka

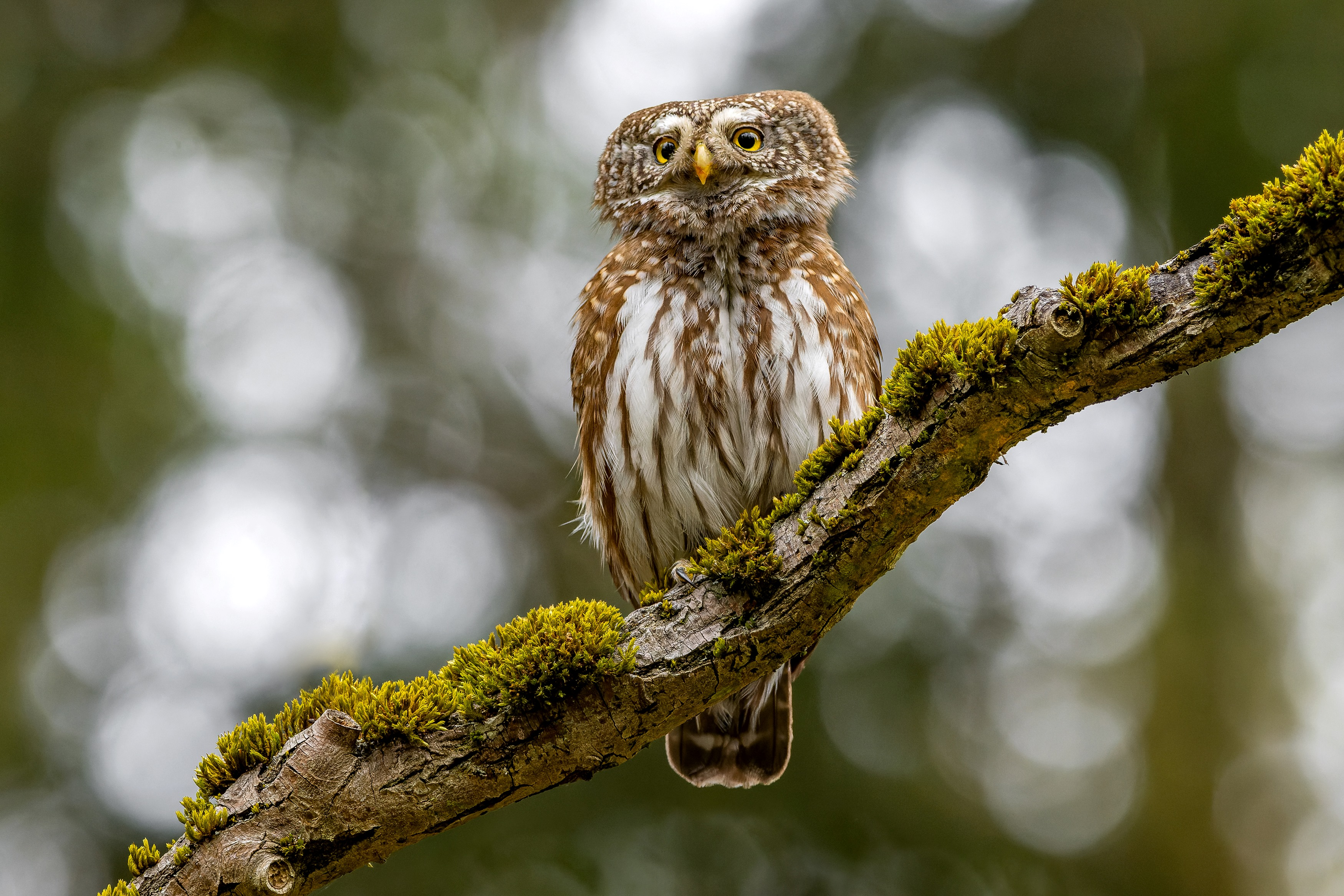
Kulíšek nejmenší (Glaucidium passerinum) je naše nejmenší sova

Fauna České republiky zahrnuje zejména druhy živočichů běžné pro holarktickou oblast, palearktickou oblast, eurosibiřskou oblast a evropskou oblast, ale vyskytují se druhy i z jiných oblastí.
Druhy zde žijící jsou typické druhy pro biom opadavých a smíšených lesů mírného pásu.

## Počty druhů živočichů v Česku
V Česku žije nejméně 28 124 druhů tzv. bezobratlých.
Celkový počet druhů živočichů v Česku je odhadován asi na 40 000 druhů.
- houbovci (Porifera) – 6
- žahavci (Cnidaria) –75
  - Medusozoa – 5
    - polypovci (Hydrozoa) – 5

  - rybomorky (Myxozoa) – 70
- břichobrvky (Gastrotricha) – 24
- ploštěnci (Platyhelminthes)
  - motolice (Trematoda) –190
  - žábrohlísti (Monogenea) – 160
  - tasemnice (Cestoda) – 250
  - ostatní /"ploštěnky" ("Turbellaria")/ – 75
- vířníci (Rotifera) – 505
- vrtejši (Acanthocephala) – 30
- měkkýši (Mollusca) – 250 (viz Seznam měkkýšů v Česku)
  - plži (Gastropoda) – 222
  - mlži (Bivalvia) – 28
- pásnice (Nemertea) – 1
- kroužkovci (Annelida) – asi 227
  - Annelida: Aeolosomata & Oligochaeta (vodní) - 81
  - Annelida: pijavice Hirudinea - 20 - (viz Seznam pijavic v Česku)
  - Annelida: Lumbricidae - 52
- mechovci (Ectoprocta) –11
- mechovnatci (Entoprocta) – 1
- strunovci (Nematomorpha) – 15
- hlístice (Nematoda) – 501 až 5000?
- želvušky (Tardigrada) – 60
- členovci (Arthropoda) – 32 790
  - pavoukovci (Arachnida) – 2 450
    - pavouci (Araneae) – 880 [1]
    - štíři (Scorpiones) – 1 (štír kýlnatý, v současnosti nezvěstný)
    - štírci (Pseudoscorpionida) – 34
    - krátkochvosti (Schizomida) – 1[2]
    - sekáči (Opilionida) – 33 (31 druhů viz )
    - roztoči (Acari) – 1 500
      - Acari: Mesostigmata - ano
      - Acari: Ixodides - 22
      - Acari: Prostigmata - 10
      - Acari: Eriophyoidea - ano
      - Acari: "vodní" - 432
      - Acari: Oribatida - 548 (600)

  - korýši v širším slova smyslu (Panrustacea) – 30 150
    - jazyčnatky (Pentastomida) – 2
    - kapřivci (Branchiura) – 4
    - žábronožci (Branchiopoda) – 116
    - lasturnatky (Ostracoda) – 82
    - klanonožci (Copepoda) – 95
    - rakovci (Malacostraca) – 65
      - bezkrunýřky (Bathynellacea) – 1
      - stejnonožci (Isopoda) – 50
      - různonožci (Amphipoda) – 8
      - desetinožci (Decapoda) – 6

    - šestinozí (Hexapoda) – 29 790
      - hmyzenky (Protura) – 32
      - chvostoskoci (Collembola) – 550
      - vidličnatky (Diplura) – 20
      - hmyz (Insecta) – 29 188
        - chvostnatky (Archaeognatha) – 8
        - rybenky (Zygentoma) – 4
        - jepice (Ephemeroptera) – 107[3]
        - vážky (Odonata) – 74 (viz Seznam vážek v Česku)
        - pošvatky (Plecoptera) – 95, ale spíš více [3]
        - švábi (Blattodea) – 14 (viz Seznam švábů v Česku)
        - kudlanky (Mantodea) – 1 (kudlanka nábožná)
        - rovnokřídlí (Orthoptera) – 98 (viz Seznam rovnokřídlých v Česku)
        - škvoři (Dermaptera) – 7 (viz Seznam škvorů v Česku)
        - pisivky, vši, péřovky a luptouši (Psocodea) – 436
        - třásnokřídlí (Thysanoptera) – kolem 260[3]
        - polokřídlí (Hemiptera) – 2 524
          - ploštice (Heteroptera) – 853[3]
          - křísi (Auchenorrhyncha) – 579
          - mšicosaví (Sternorrhyncha) – 833
            - mery (Psylloidea) – 124[3]
            - molice (Aleyrodoidea) – 20
            - mšice (Aphidoidea) – 689

        - hmyz s proměnnou dokonalou (Holometabola) – 25 562
          - střechatky (Megaloptera) – 4
          - dlouhošíjky (Paphidioptera) – 10
          - síťokřídlí (Neuroptera) – 86
          - brouci (Coleoptera) – 6 418
          - řasnokřídlí (Strepsiptera) – 12
          - chrostíci (Trichoptera) – 260
          - motýli (Lepidoptera) – 3 500
          - dvoukřídlí (Diptera) – 8 000
          - srpice a blechy (Mecoptera) – 90
          - blanokřídlí (Hymenoptera) – 7 050

  - mnohonozí (Myriapoda) – 187
    - stonožky (Chilopoda) – 72
    - stonoženky (Symphyla) – 12
    - mnohonožky (Diplopoda) – 77
    - drobnušky (Pauropoda) – 26
- strunatci (Chordata) – 592
  - obratlovci (Vertebrata) – 592
    - kruhoústí (Cyclostomata) – 3 (mihule potoční - Lampetra planeri a mihule ukrajinská - Eudontomyzon mariae; v minulosti i mihule říční - Lampetra fluviatilis)[4][5]
    - paprskoploutví (Actinopterygii) – asi 71 (viz Seznam ryb Česka)
    - obojživelníci (Amphibia) – asi 21 (viz Seznam obojživelníků Česka)
      - ocasatí (Caudata) – 8
      - žáby (Anura) – 13

    - plazi (Reptilia) – 405 (viz Seznam plazů Česka)
      - šupinatí (Squamata) – 11
      - želvy (Testudines) – 1
      - ptáci (Aves) – 393 (viz Seznam ptáků Česka)

    - savci (Mammalia) – asi 92 (viz Seznam savců Česka a Seznam netopýrů Česka)
      - hmyzožravci (Eulipotyphla) – 10
      - letouni (Chiroptera) – 27
      - šelmy (Carnivora) – 17
      - hlodavci (Rodentia) – 24
      - zajícovci (Lagomorpha) – 2
      - sudokopytníci (Cetartiodactyla) – 11
      - primáti (Primates) – 1 (člověk rozumný)